# Katharine S. White

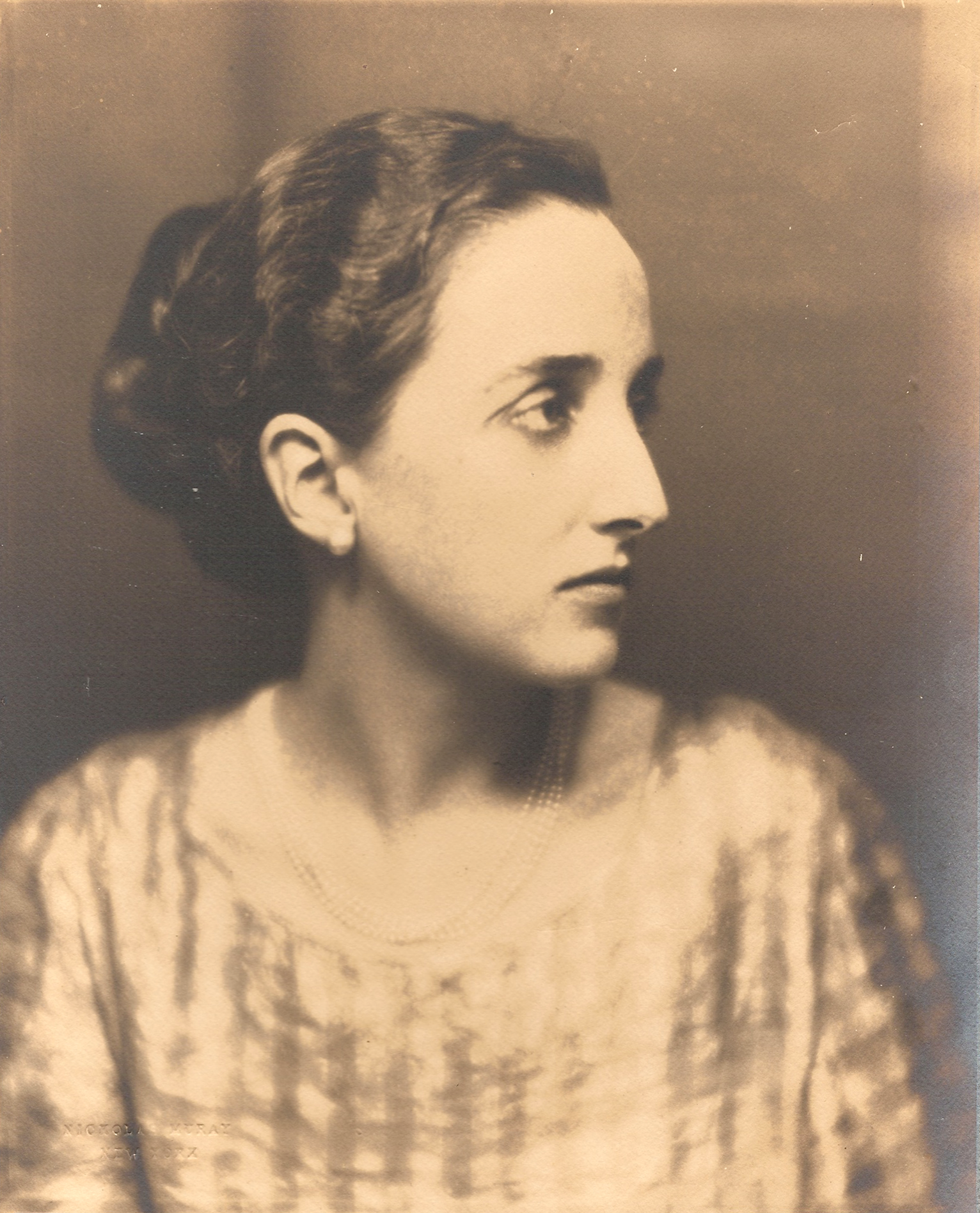
Katharine S. White

Katharine Sergeant White (* 17. September 1892 in Winchester, Massachusetts; † 20. Juli 1977 in Blue Hill, Maine) war eine US-amerikanische Autorin und Redakteurin. Als erster und langjähriger Fiction Editor für The New Yorker prägte sie die Geschichte der Zeitschrift entscheidend mit. In ihrer Arbeit lektorierte und redigierte sie Texte von später namhaften Protagonisten der Literatur des 20. Jahrhunderts, dazu zählen etwa Mary McCarthy, Vladimir Nabokov oder E. B. White, mit dem sie in zweiter Ehe bis zu ihrem Tod verheiratet war. Sie selbst schrieb Essays über das Gärtnern, die postum in Buchform erschienen und seit der Erstausgabe mehrfach – einmal mit einem Nachwort von Jamaica Kincaid, zuletzt unter den Classics der New York Review Books (NYRB) – neu aufgelegt worden sind.

## Leben
Katharine war die dritte Tochter der Eheleute Charles Spencer Sergeant und Elizabeth „Bessie“ (geborene Shepley) Sergeant. Sie studierte am Bryn Mawr College und schloss dort im Jahr 1914 ab. Ein Jahr später heiratete sie und nahm den Nachnamen ihres Mannes, Ernest Angell, an. Mit ihm hatte sie einen Sohn (* 1920) und eine Tochter.
Bald nach Gründung des Magazins The New Yorker begann sie, zunächst für, bald mit Harold Ross zu arbeiten. Zu den Autoren, die sie in ihrer Position als Fiction Editor förderte, zählte auch E. B. White. Im Jahr 1929 vermählte sich das Paar, von da an zeichnete Katharine als Autorin mit dem Namen Katharine S. White anstelle von Katharine Sergeant Angell. 1930 kam Katharines drittes Kind, ihr zweiter Sohn, zur Welt. Gemeinsam gaben die Whites die Anthologie A Subtreasury of American Humor (Putnam, New York, 1941) heraus.
Ihre einflussreiche Stellung beim New Yorker hatte die Literaturredakteurin bis 1961 inne. Die Jahre ihres Ruhestands bis zu ihrem Tod im Jahr 1977 verbrachte sie unter anderem mit leidenschaftlichem Gärtnern. Die Texte, die sie über das Arbeiten im Garten schrieb, stellte ihr Mann für ein Buch zusammen. Später erschienen auch Briefe zwischen Katharine S. White und Elizabeth Lawrence.
In ihrem Nachlass befindet sich Korrespondenz mit zahlreichen Autorinnen und Autoren, die Arbeitsbeziehung der Literaturredakteurin mit den einzelnen Schreibenden war Gegenstand wissenschaftlicher Forschung. The New York Times hatte in ihrem Nachruf auf White Brendan Gill zitiert, mit der Formulierung, Katharine S. White sei Harold Ross’ intellektuelles Gewissen gewesen und habe ihn ermutigt und dazu befähigt, The New Yorker über ein satirisches Wochenmagazin hinaus wachsen zu lassen.
Katharines Sohn aus erster Ehe, Roger Angell (1920–2022), schrieb und arbeitete von 1944 an ebenfalls für The New Yorker und war dort ab 1956 Fiction Editor.

## Postume Buchveröffentlichungen
- Onward and Upward in the Garden. Herausgegeben und mit einer Einleitung von E. B. White, Farrar, Straus, Giroux, New York, 1979
- Two Gardeners: A Friendship in Letters. Katharine S. White & Elizabeth Lawrence. Herausgegeben von Emily Herring Wilson, Beacon Press, 2003